# Museo di arte sacra (Tavarnelle Val di Pesa)
Il Museo di Arte Sacra di Tavarnelle Val di Pesa come lo possiamo visitare oggi è stato allestito nel 1989 a Tavarnelle Val di Pesa.
La collezione è esposta in quattro ambienti del primo piano della canonica, attigua alla Pieve di San Pietro in Bossolo.
Di questi quattro ambienti le prime due sale sono le più importanti, ciascuna dedicata al piviere dal quale le opere provengono: quello di San Pietro in Bossolo e quello di San Donato in Poggio.

## Le opere

### Sala 1

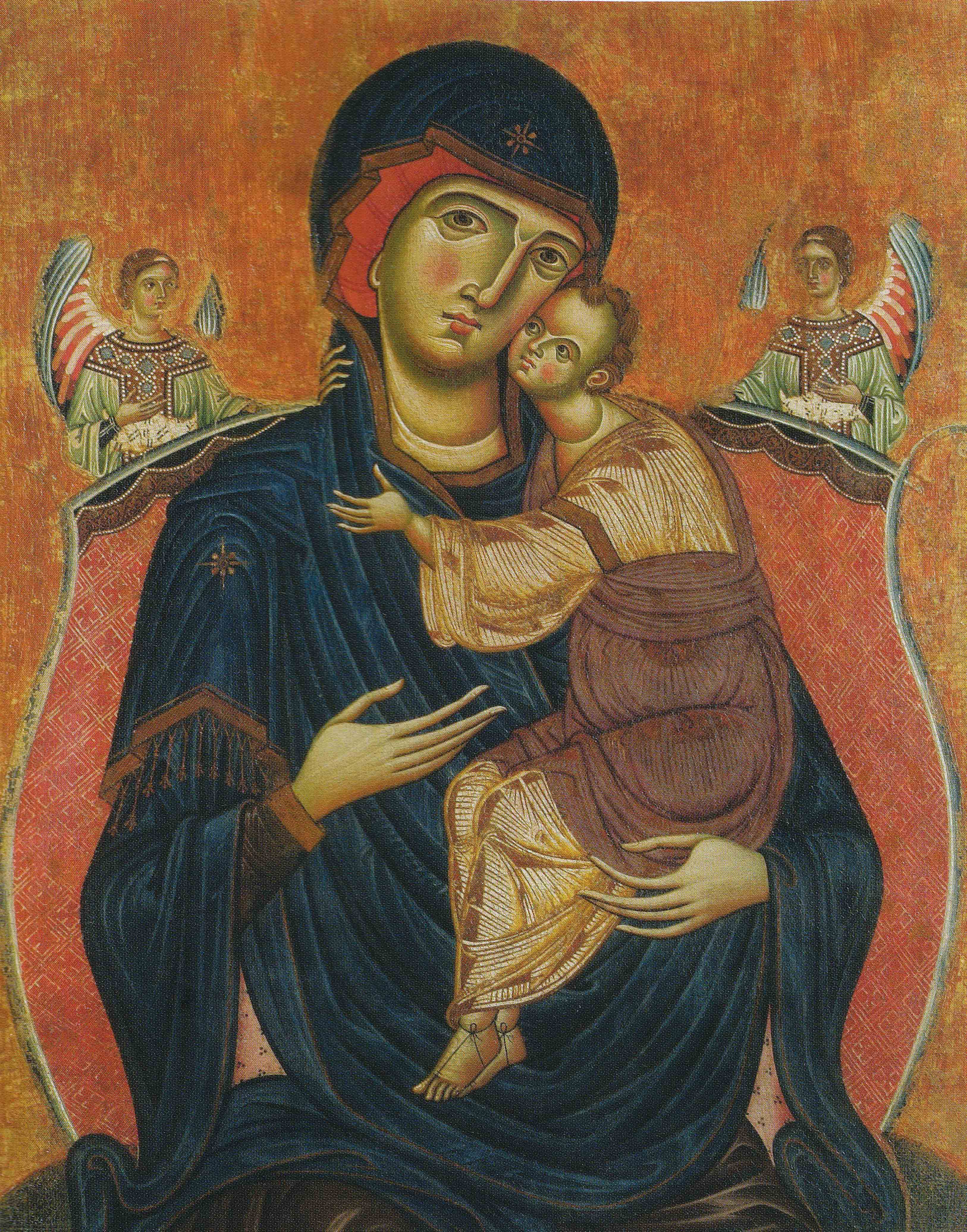
Meliore, Madonna col Bambino

In questo grande salone si trovano tutte le opere provenienti dalle chiese appartenenti al piviere di San Pietro in Bossolo
- Meliore (attr.), Madonna col Bambino e angeli, tempera su tavola, proveniente dall'oratorio di San Michele a Casaglia, 1270-1280 ca.
- Lorenzo di Bicci (attr.), Madonna col Bambino e san Giovannino, tempera su tavola, proveniente dalla chiesa di San Bartolomeo a Palazzolo, 1385-1390 ca.
- Rossello di Jacopo Franchi, Madonna delle Grazie, tempera su tavola, proveniente dall'oratorio di San Giusto a Petroio, prima metà del secolo XV
- Neri di Bicci, Lamentazione sul Cristo morto, tempera su tavola, proveniente dalla chiesa di Santa Maria del Carmine al Morrocco, documentato nel 1473
- Neri di Bicci, Vergine col Bambino, san Nicola, l'angelo Raffaele e Tobia, sant'Antonio abate, san Donnino e san Giuliano, tempera su tavola, proveniente dalla chiesa di Santa Maria del Carmine al Morrocco, documentato nel 1473
- Neri di Bicci, La Vergine e san Sebastiano; San Giovanni evangelista e san Rocco, tempera su tavola, provenienti dalla chiesa di Santa Maria del Carmine al Morrocco, 1475
- Neri di Bicci, Ritratto di Fra Luca Lanfranchini da Mantova?, tempera su tavola, proveniente dalla chiesa di Santa Maria del Carmine al Morrocco, 1475
- Neri di Bicci, Ritratto di Niccolò Sernigi, tempera su tavola, proveniente dalla chiesa di Santa Maria del Carmine al Morrocco, 1475
- Maestro di Tavarnelle o dei Cassoni Campana, La Madonna col Bambino tra i santi Martino e Sebastiano, tempera su tavola, proveniente dalla chiesa di San Martino a Cozzi, 1510-1515 ca.

Al centro si trovano alcune vetrine dove sono esposte le oreficerie provenienti dalle chiese del piviere. Di notevole fattura sono:
- Manifattura toscana, Croce astile, rame dorato e inciso (il Cristo è di fusione), proveniente dalla chiesa di San Lorenzo a Vigliano, seconda metà del secolo XIII
- Calice, rame dorato e smalti, proveniente dalla Chiesa di Santa Lucia al Borghetto, inizi del secolo XV

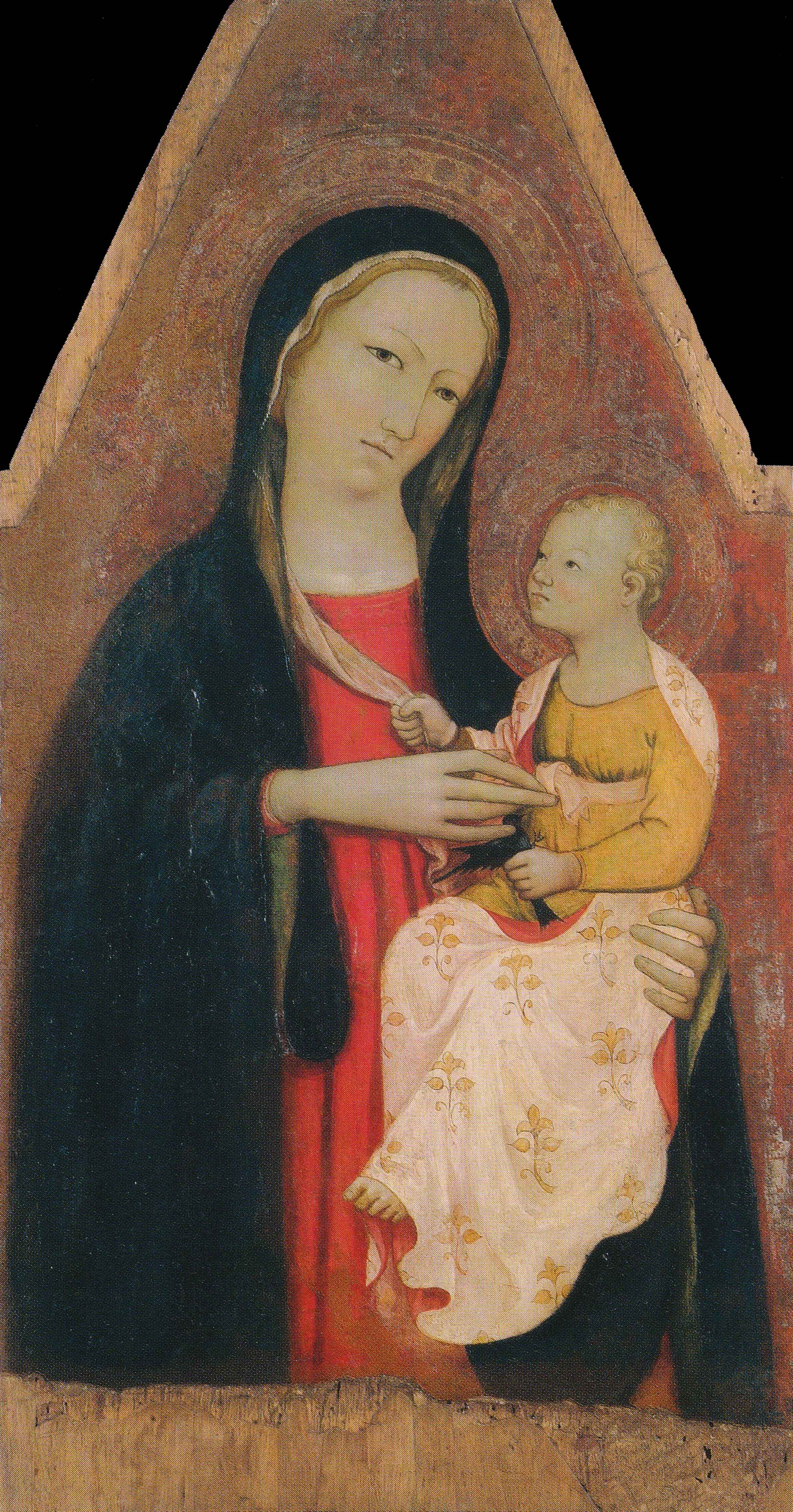
Rossello di Jacopo Franchi, Madonna col Bambino

### Sala 2

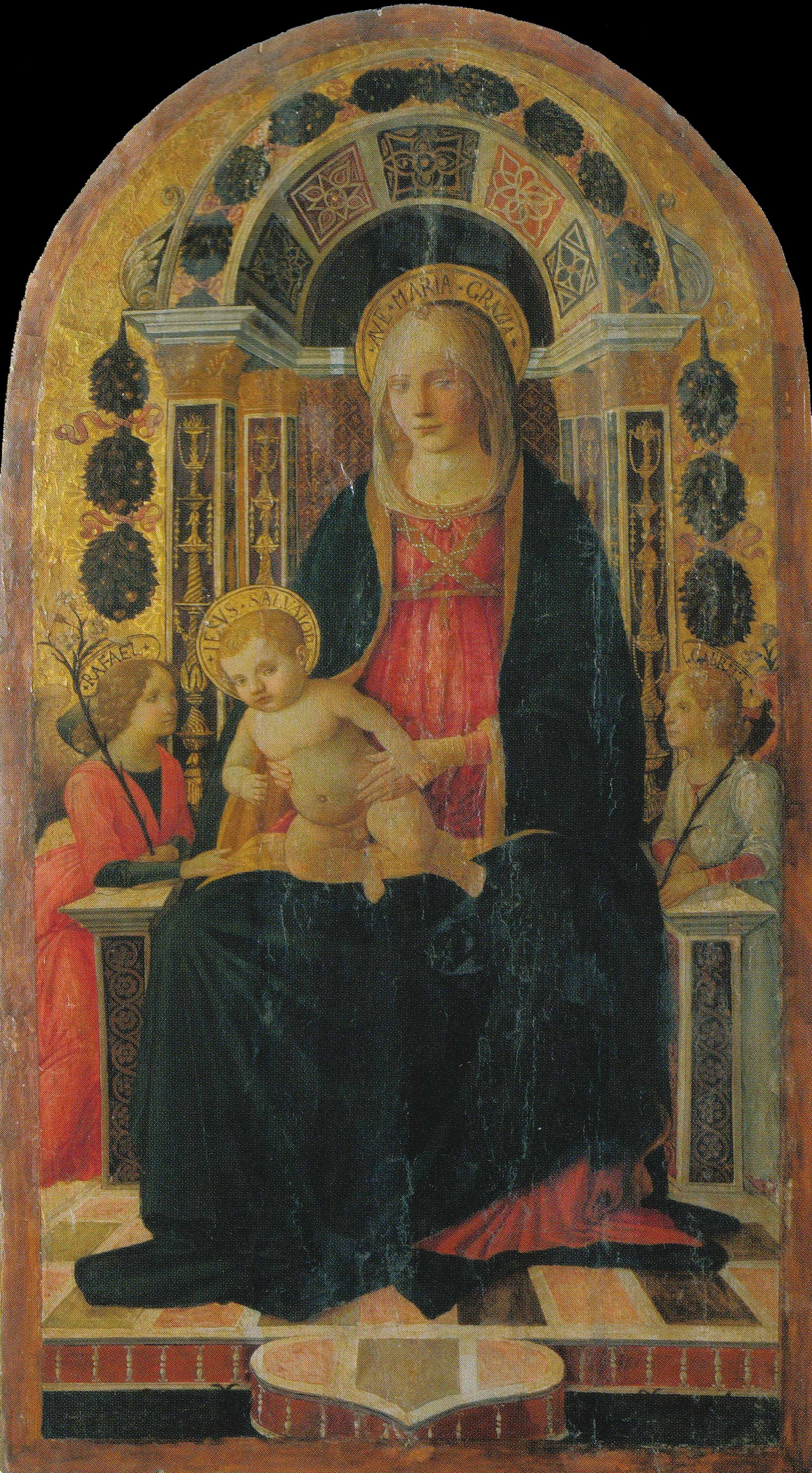
Maestro di Marradi, Madonna col Bambino tra gli arcangeli Raffaele e Gabriele

In questa seconda sala si trovano le opere provenienti dal piviere di San Donato in Poggio, soprattutto dalla due parrocchie di San Pietro a Olena e San Lorenzo a Cortine.
- Ugolino di Nerio e bottega (attr.), La Madonna col Bambino tra i santi Pietro e Giovanni, tempera su tavola, proveniente dalla Chiesa di San Pietro a Olena, terzo decennio del secolo XIV
- Maestro di Marradi, Madonna in trono tra gli angeli Raffaelle e Grabriele, tempera su tavola, proveniente dalla Chiesa di San Lorenzo a Cortine, 1470 - 1480 ca.
- Giovanni Montini, San Francesco di Paola, olio su tela, proveniente dalla Chiesa di San Pietro a Olena, metà del secolo XVII
- Giovanni Montini e bottega, Sacrificio di Isacco, olio su tela, proveniente dalla Chiesa di San Pietro a Olena, metà del secolo XVII
- Alessandreo Gherardini, Presentazione al tempio, olio su tela, proveniente dalla Chiesa di San Pietro a Olena, 1698 ca.

Tra le oreficerie esposte in questa sala da segnalare: 
- Zanobi Biagioni, Ostensorio, argento sbalzato, proveniente dalla Chiesa di San Pietro a Olena, ultimo quarto del secolo XVIII

### Sala 3
Si tratta di un piccolo ambiente dedicato alla devozione e al culto: vi sono una folta serie di reliquairi sia in argento che in legno intagliato, oltre che un bel Cristo in argento di manifattura napoletana ottecentesca preveniente dalla Chiesa di Santa Maria del Carmine al Morrocco.

### Il Corridoio
Oltre alla tavola cinquecentesca con la Vergine con Bambino tra i santi Rocco e Alberto carmelitani, trovano posto una numerosa serie di ex voto, importante testimonianza della religiosità popolare di questa zona.